# Baliosus pici
Baliosus pici es un insecto coleóptero de la familia Chrysomelidae.
Fue descrita científicamente por primera vez en 1935 por Uhmann.